# The Day After Tomorrow
The Day After Tomorrow (englisch für „übermorgen“) ist ein Katastrophenfilm von Roland Emmerich, der die Gefahren und Folgen der globalen Erwärmung zum Thema hat. Er ist eine Produktion der 20th Century Fox von 2004, seine Weltpremiere fand am 21. Mai desselben Jahres im Kosmos-Kino in Berlin in Anwesenheit des Regisseurs statt.

## Handlung
Der US-amerikanische Paläoklimatologe Jack Hall und seine Kollegen Frank und Jason kommen bei einer Antarktis-Expedition fast ums Leben, als sich eine riesige Eisscholle vom Larsen-B-Schelfeis löst. Nach der Rückkehr präsentiert Hall seine Forschungsergebnisse auf einer UNO-Klimakonferenz in Neu-Delhi, aber der US-Vizepräsident Raymond Becker ignoriert seine eindringlichen Warnungen vor einem dramatischen Klimawandel. Der schottische Forscher Terry Rapson hält hingegen seine These für plausibel, der zufolge der Golfstrom wegen der schmelzenden Polkappen drastisch aussüßen könnte, was eine neue Eiszeit zur Folge hätte. 
In Schottland bemerken Rapson und seine Mitarbeiter, dass mehrere Messbojen im nördlichen Atlantik rasant sinkende Temperaturen melden, wodurch sie Jacks Theorien bestätigt sehen, wobei der Klimawandel allerdings weitaus schneller abläuft, als von ihm für möglich gehalten. Innerhalb kürzester Zeit treffen immer mehr meteorologische Katastrophenmeldungen aus aller Welt ein. In Neu-Delhi erfrieren mehrere Menschen aufgrund einer nie dagewesenen Kältewelle, Tokio erleidet heftige Hagelschauer und Los Angeles wird von gewaltigen Tornados verwüstet. Drei Hubschrauber, die die britische Königsfamilie retten sollen, stürzen in Schottland ab, als aufgrund extremster Niedrigtemperaturen der Kraftstoff in ihren Leitungen gefriert. Ein neues Modell, das Jack und seine Kollegen gemeinsam mit der NASA-Meteorologin Janet Tokada erstellen, prognostiziert einen dramatischen Klimawandel, der bereits innerhalb weniger Wochen eintreten wird. 
Jacks Sohn Sam und seine Freunde Brian und Laura nehmen in New York City an einer Wissensolympiade teil, wo sie sich mit J.D., einem ihrer Konkurrenten, anfreunden. Die vier geraten in akute Lebensgefahr, als eine riesige Flutwelle in die Stadt einbricht. Gemeinsam mit vielen anderen Menschen retten sie sich in die New York Public Library.
Über Nordamerika, Nordeuropa und Sibirien bilden sich drei „Superstürme“, welche gigantischen Hurrikans ähneln. Diese saugen durch ihre Rotation extrem kalte Luft aus der oberen Troposphäre nach unten, weshalb in ihren Augen dreistellige Minustemperaturen herrschen. Jack und seine Kollegen berechnen, dass die Superstürme sieben bis zehn Tage lang anhalten, und dabei die gesamte nördliche Hemisphäre erfassen werden. Danach wird sich die Welt in einer neuen Eiszeit befinden, da Eis und Schnee die nördliche Erdhalbkugel bedecken, und das Sonnenlicht reflektieren werden.
In einem Telefonat rät Rapson Jack, großräumige Evakuierungen zu veranlassen. Er verabschiedet sich in dem Wissen, dass es für ihn selbst und seine beiden Mitarbeiter keine Rettung mehr gibt. Als Jack endlich die Aufmerksamkeit des US-Präsidenten gewinnt, sieht er für die Menschen in den nördlichen Bundesstaaten nur noch wenig Hoffnung. Die Einwohner aus dem südlichen Teil der USA werden nach Mexiko evakuiert. Der Präsident selbst überlebt die Flucht allerdings nicht. 
Jack beschließt, sich mit seiner Polarausrüstung auf den Weg nach New York zu machen, um seinen Sohn zu retten, und wird dabei von Frank und Jason begleitet. Nachdem sie nahe Philadelphia mit ihrem Wagen nicht mehr weiterkommen, müssen sie den Rest des Weges zu Fuß mit Schneeschuhen zurücklegen, wobei Frank ums Leben kommt, als er durch ein Glasdach bricht. Jacks Ehefrau, die Ärztin Dr. Lucy Hall, die mit einem jungen Patienten im Krankenhaus geblieben ist, wird zusammen mit diesem gerettet.
In der New Yorker Bibliothek befinden sich außer Sam und seinen Freunden mittlerweile nur noch die Bibliothekarin, ein Obdachloser mit seinem Hund, eine Französisch sprechende Frau mit ihrem Kind, eine weitere junge Frau und ein in Bücher vernarrter Mann. Alle anderen Menschen haben, in der Hoffnung, weiter südlich evakuiert werden zu können, das Gebäude verlassen, obwohl Sam sie nach einem Telefonat mit seinem Vater über dessen Warnungen vor der Kälte informiert hat. Die verbliebene Gruppe hält sich durch das Verbrennen von Büchern warm. Als Laura wegen einer offenen Wunde eine Blutvergiftung erleidet, begeben sich Sam und seine beiden Freunde auf ein vor der Bibliothek gestrandetes Schiff, um dringend nötiges Penicillin zu holen, wobei sie von aus einem Zoo entflohenen Wölfen angegriffen werden. Sie schaffen es gerade noch rechtzeitig zurück in das beheizte Kaminzimmer der Bibliothek, bevor die drastisch sinkenden Temperaturen innerhalb des vorüberziehenden Auges alles außerhalb des Raumes in Sekundenschnelle gefrieren lassen.
Jack und Jason finden derweil Unterschlupf in einem leerstehenden Fast-Food-Restaurant und können so überleben, während das Auge vorüberzieht. Unterwegs stoßen sie auf eine Gruppe erfrorener Menschen, darunter auch welche, die die Bibliothek verlassen haben. Als sie Manhattan erreichen, haben sich die Superstürme aufgelöst. Schließlich finden sie Sam und die anderen Überlebenden in der Bibliothek und können per Funk die amerikanische Regierung kontaktieren, die bereits nach Mexiko geflohen ist. Der nunmehrige US-Präsident Becker bedauert in einer Fernsehansprache, die Bedrohung durch den Klimawandel nicht ernst genug genommen zu haben, und veranlasst, die Gruppe per Helikopter auszufliegen. Beim Überfliegen der Stadt sehen sie, dass noch mehr Menschen die Katastrophe überlebt haben und von weiteren Rettungshubschraubern geborgen werden. Astronauten an Bord der ISS betrachten die beginnende Eiszeit vom All aus.

## Synchronisation
| Rolle                         | Darsteller         | Deutscher Sprecher       |
| ----------------------------- | ------------------ | ------------------------ |
| Jack Hall                     | Dennis Quaid       | Thomas Danneberg         |
| Sam Hall                      | Jake Gyllenhaal    | Marius Clarén            |
| Laura Chapman                 | Emmy Rossum        | Maria Koschny            |
| Jason Evans                   | Dash Mihok         | Dennis Schmidt-Foß       |
| Frank Harris                  | Jay O. Sanders     | Roland Hemmo             |
| Dr. Lucy Hall                 | Sela Ward          | Cornelia Meinhardt       |
| J. D.                         | Austin Nichols     | Kim Hasper               |
| Brian Parks                   | Arjay Smith        | Marcel Collé             |
| Janet Tokada                  | Tamlyn Tomita      | Melanie Pukaß            |
| Parker                        | Sasha Roiz         | Viktor Neumann           |
| Terry Rapson                  | Ian Holm           | Friedrich Georg Beckhaus |
| Vizepräsident Raymond Becker  | Kenneth Welsh      | Ernst Meincke            |
| Luther                        | Glenn Plummer      | Charles Rettinghaus      |
| Simon                         | Adrian Lester      | Peter Flechtner          |
| Dennis                        | Richard McMillan   | Stefan Gossler           |
| Gomez                         | Nestor Serrano     | Erich Räuker             |
| US-Präsident Blake            | Perry King         | Bodo Wolf                |
| Außenministerin               | Mimi Kuzyk         | Ana Fonell               |
| Booker                        | Vlasta Vrana       | Jürgen Kluckert          |
| Campbell                      | Philip Jarrett     | Torsten Michaelis        |
| Elsa                          | Amy Sloan          | Berenice Weichert        |
| General Pierce                | Chuck Shamata      | Helmut Gauß              |
| Harold                        | Pierre Lenoir      | Kaspar Eichel            |
| Hideki                        | Russell Yuen       | Julien Haggége           |
| Jeff Baffin                   | Jack Laufer        | Detlef Bierstedt         |
| Jeremy                        | Tom Rooney         | Till Hagen               |
| Judith                        | Sheila McCarthy    | Evelyn Maron             |
| Library Security Guard        | Joey Elias         | Olaf Reichmann           |
| Maria                         | Karen Glave        | Peggy Sander             |
| New Yorker Businesstyp im Bus | Rick Hoffman       | Hans-Jürgen Wolf         |
| Peter                         | Luke Letourneau    | Maximilian Artajo        |
| Yuri                          | Vitali Makarov     | Waléra Kanischtscheff    |
| Flug-Direktor (Houston)       | Richard Zeman      | Gerald Paradies          |
| Bibliothekarin                | Stephanie Hamilton | Jutta Speidel            |

## Sonstiges
- Der im Film von Kenneth Welsh dargestellte Vizepräsident ähnelt Dick Cheney sehr, der zur Zeit der Produktion Vizepräsident der Vereinigten Staaten war, wie Roger Ebert in seiner Filmrezension feststellte.[4]
- In einer Szene, in der Sam Hall an einem öffentlichen Telefon mit seinem Vater spricht, steht neben ihm (kaum sichtbar) Kirsten Dunst, die Jake Gyllenhaal an diesem Tag am Film-Set besuchte und spontan bei dieser Szene mitspielte.[5][6]
- Tamlyn Tomita, welche die NASA-Meteorologin Janet Tokada darstellt, spielte bereits 1990 mit Dennis Quaid zusammen im Film Komm und sieh das Paradies.

## Entstehung
Als Vorlage für das Drehbuch diente unter anderem der Roman The Coming Global Superstorm (deutscher Titel: Sturmwarnung) von Art Bell und Whitley Strieber. Das Motiv einer Eiszeit, die durch die Umlenkung des Golfstromes ausgelöst wird, findet sich etwa auch in dem Zukunftsroman von Hans Dominik Atlantis aus den Jahren 1924/25 sowie im bereits 1913 erschienenen Roman Der Golfstrom von Hans Ludwig Rosegger.

## Ausstrahlung in Deutschland
Die Erstausstrahlung im Free-TV erfolgte am 11. März 2007 zur Primetime auf RTL. Den Film verfolgten 6,07 Millionen Zuschauer bei 17,1 Prozent Marktanteil. In der werberelevanten Zielgruppe lag der Marktanteil bei 27,9 Prozent durch 4,23 Millionen Zuschauer.

## Rezeption

### Einspielergebnisse
The Day After Tomorrow zählte weltweit zu den kommerziell erfolgreichsten Filmen des Jahres 2004. Mit mehr als 544 Millionen US-Dollar spielte der Film ein Vielfaches seiner Produktionskosten von ungefähr 125 Millionen US-Dollar wieder ein. Auch in Deutschland und Österreich wurde der Film mit mehr als vier Millionen bzw. mehr als 444.000 Besuchern zu einem der größten Kassenschlager des Jahres.

### Bewusstseinsbildung für Klimawandel
Die Filmemacher erwähnten mehrfach, dass der Film als Weckruf gegen globale Erwärmung gedacht war. So meinte Produzent Mark Gordon, das Publikum für Klimawandel zu sensibilisieren und zu motivieren, sich stärker für den Planeten zu engagieren. Dabei wurden die Produktionsbedingungen als „klimaneutral“ bezeichnet, weil die durch die Produktion verursachten CO2-Emissionen mit der finanziellen Unterstützung von Umweltorganisationen und Aufforstungsprojekten kompensiert wurden. Al Gore etwa unterstützte diese Position, da der Film die öffentliche Debatte zum Klimawandel belebe; Flugszenen über im Studio nachgebautes antarktisches Eis aus The Day After Tomorrow verwendete Davis Guggenheim in dem 2006 erschienenen Dokumentarfilm Eine unbequeme Wahrheit über Al Gores Engagement gegen den Klimawandel. Andere kritisierten die vermeintlichen umweltpolitischen Absichten der Produzenten von The Day After Tomorrow als eine Marketingstrategie. Anders als im Film dargestellt, wird die Wahrscheinlichkeit auf eine vom Klimawandel ausgelöste, abrupte Veränderung des Nordatlantikstroms und den daraus resultierenden Konsequenzen als sehr gering eingestuft. Stattdessen wird von einem langsamen Wandel der atlantischen Umwälzzirkulation ausgegangen.
Lowe et al. fanden in einer Befragung im Vereinigten Königreich heraus, dass der Film Zuschauer zumindest kurzfristig tatsächlich für Klimawandel sensibilisierte. Auch wenn vielen Zusehern unklar blieb, welche Katastrophenaspekte des Films tatsächlich wissenschaftlich mit dem Klimawandel in Verbindung gebracht werden können und welche fiktional waren, und daher die Glaubwürdigkeit von Katastrophenszenarien angesichts des Klimawandels generell in Frage stellten, zeigten sich viele aus dem Publikum motiviert, nach dem Film gegen Klimawandel einzutreten. Gleichzeitig hatten die Zuschauer aber nicht genügend Informationen, was sie in dem Zusammenhang tun könnten.

### Zeitgenössische Filmkritiken
„Eine Bewertung von ‚The Day After Tomorrow‘ fällt nicht einfach aus. Das Maximum für die visuelle Umsetzung, das Minimum für die Rahmenhandlung. Die Zeit zwischen den Verwüstungen ist oft recht lang – um nicht zu sagen langweilig, so dass der Film lediglich ein zweifelhaftes Vergnügen bietet und den Ärger auf sich zieht, weil mit einem vernünftigen Drehbuch ein richtig guter Katastrophen-Actioner möglich gewesen wäre. So ist ‚The Day After Tomorrow‘ ein gigantischer, funkelnder Hohlkörper von Film: äußerlich tadellos, brillant und sehenswert, innerlich leer und ereignislos.“

„Bombastischer Katastrophenfilm mit umwelt-politischen Ambitionen, der die Stereotypen des Genres in eine geschickte Spannungsdramaturgie mit ausgeklügelten Trickeffekten und faszinierenden Bilderwelten einbindet.“

„Clever, wie Roland Emmerich nach seinem patriotischen ‚Independence Day‘ nun die Umweltignoranz der US-Politik abwatscht. Und wohl kein Zufall, dass der Politiker am Filmbeginn wie Vizepräsident Dick Cheney aussieht.“

„Dem irren Wetter der Klimakatastrophe entspricht, dass auch sonst alles auf dem Kopf steht: Die vor der Eiszeit nach Süden fliehenden US-Bürger werden etwa an der mexikanischen Grenze von Bewaffneten zurückgewiesen. Solche 180-Grad-Umkehrungen der Normalität suggerieren natürlich, dass, wenn alles wie gewohnt zuginge, die Welt auch insgesamt in Ordnung wäre. […] Dies ist nun der erste Old-School-Katastrophenfilm, der die Bilder des 11. September reintegriert in den Hollywood-Fundus. Die sich langsam durch die Straßenschlucht Manhattans wälzende Flutwelle ähnelt der Staubwolke nach dem Einsturz der Twin Towers fast bis zum Zitat.“

### Auszeichnungen
- Die Deutsche Film- und Medienbewertung FBW in Wiesbaden verlieh dem Film das Prädikat besonders wertvoll.[19]
- Environmental Media Award 2004: Auszeichnung in der Kategorie Spielfilm[20]